# Nuottikotasaari (ö i Kajanaland)
Nuottikotasaari är en ö i Finland. Den ligger i sjön Ahveninen och i kommunen Sotkamo i den ekonomiska regionen  Kajana ekonomiska region  och landskapet Kajanaland, i den centrala delen av landet, 400 km norr om huvudstaden Helsingfors. Öns area är 0,1 hektar och dess största längd är 70 meter i sydöst-nordvästlig riktning.